# Les Fêtes de Ramire
Les fêtes de Ramire (en español, Las fiestas de Ramiro) es una ópera en forma de un acte de ballet en un acto con música de Jean-Philippe Rameau y libreto en francés de Voltaire, estrenada el 22 de diciembre de 1745 en el Palacio de Versalles. 
Voltaire escribió un nuevo libreto para usar la música tomada de la comédie-ballet La princesse de Navarre, suya y de Rameau, que se había estrenado anteriormente en el año 1745. Puesto que tanto Rameau como Voltaire estaban ocupados escribiendo una nueva ópera, Le temple de la Gloire, el duque de Richelieu confió el trabajo de adaptar la música al nuevo libreto y ajustar el verso de la forma precisa, a Jean-Jacques Rousseau. Rousseau, que aún no había logrado fama como pensador, aspiraba a triunfar como músico. En su posterior autobiografía Confesiones, Rousseau escribió que había trabajado duro en esta tarea, pero que Madame de la Pouplinière, amante de Richelieu y ardiente defensora de Rameau, rechazó sus esfuerzos sin pensarlo dos veces y devolvió la ópera a Rameau para que lo revisara. 
Rousseau sostuvo que él era responsable de la obertura y algunos recitativos, pero que Rameau y Voltaire se habían llevado el mérito. Sin embargo, según el musicólogo Graham Sadler, sólo un monólogo "mediocre" "O mort, viens terminer les douleurs de ma vie" ha sido identificado sin duda como obra de Rousseau. A pesar de todo, el episodio sembró las semillas del odio inexorable de Rousseau hacia Rameau, que llevaría a la Querelle des Bouffons en los años 1750.